# Guzmania xanthobractea
Espèce
Classification phylogénétique
Statut de conservation UICN

 NT  : Quasi menacé
Guzmania xanthobractea est une espèce de plantes de la famille des Bromeliaceae, endémique d'Équateur.